# Sufetula sufetuloides
Sufetula sufetuloides is een vlinder uit de familie grasmotten (Crambidae), uit de onderfamilie van de Lathrotelinae. De wetenschappelijke naam van deze soort is voor het eerst gepubliceerd in 1919 door George Francis Hampson.
De soort komt voor in Sierra Leone en Nigeria.